# Csengele
Csengele é um município da Hungria, situado no condado de Csongrád-Csanád. Tem 60,66 km² de área e sua população em 2019 foi estimada em 1.955 habitantes.